# John Egbunu
John Egbunu (Bauchi, 31 ottobre 1994) è un cestista nigeriano.